# Witków (Łęczyce)
Witków (deutsch Woedtke) ist ein Dorf in der polnischen Woiwodschaft Pommern. Es gehört zur Gmina Łęczyce (Gemeinde Lanz) im Powiat Wejherowski (Neustädter Kreis). 

## Geographische Lage
Das Dorf liegt im Osten Hinterpommerns, etwa 125 km ostnordöstlich von Köslin, 16 Kilometer nordnordöstlich von Lauenburg in Pommern, westlich vom Schwarzen See und 2 ½ Kilometer südsüdwestlich des Dorfkerns von Salino (Saulin).

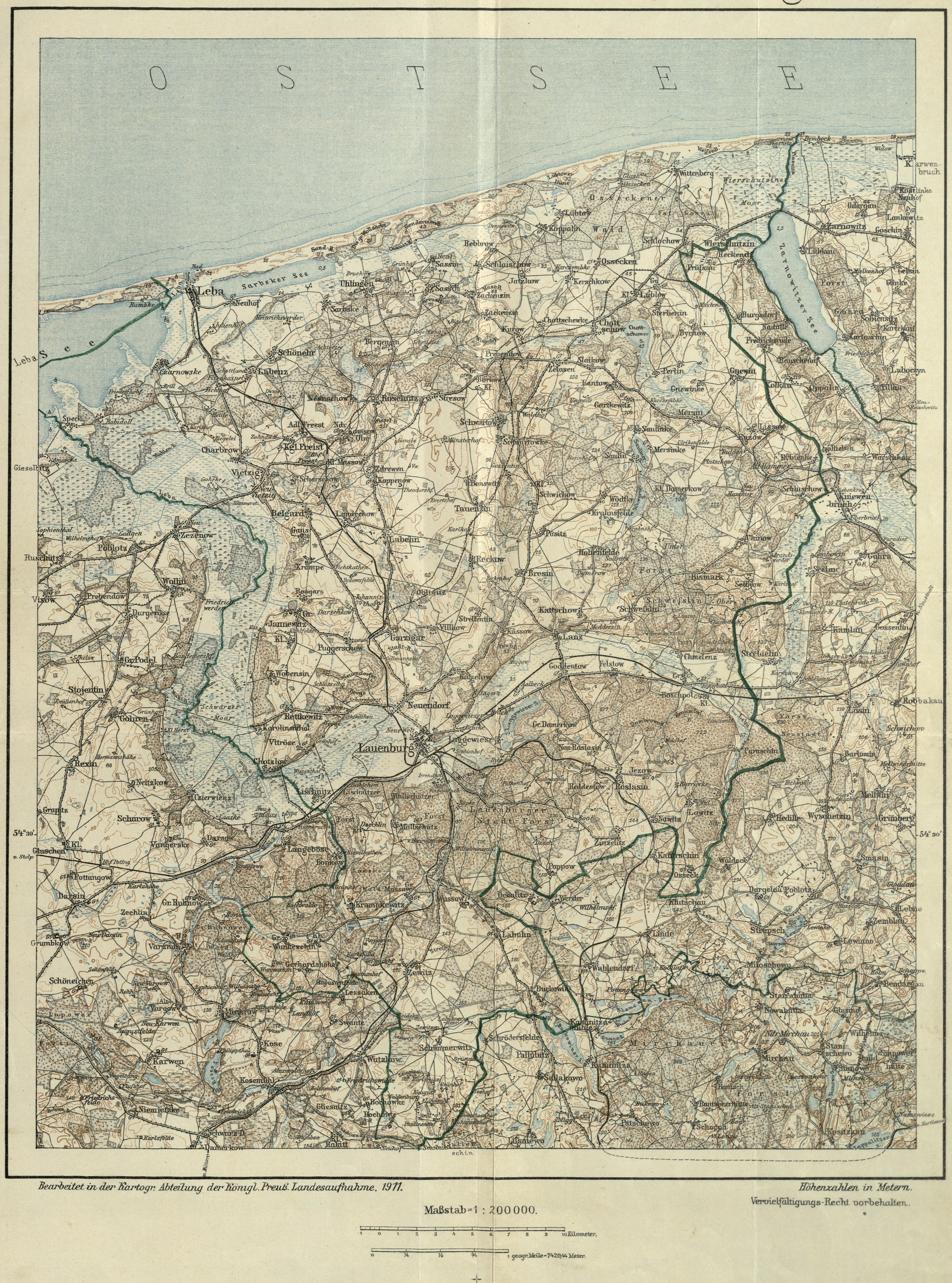
Woedtke (Wödtke), nordnordöstlich von Lauenburg in Pommern, westlich vom Schwarzen See und südsüdwestlich von Saulin, auf einer Landkarte von 1911

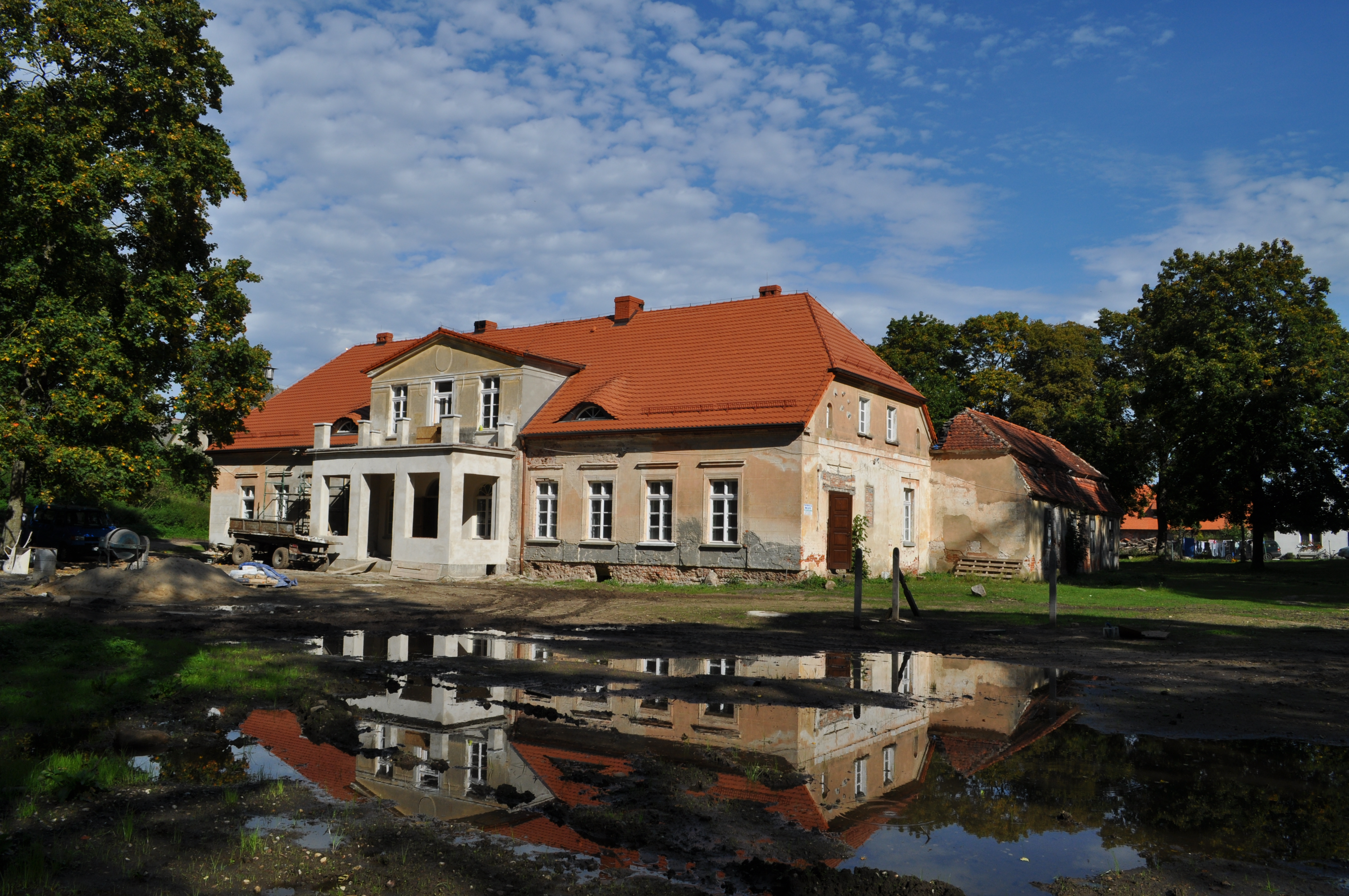
Ehemaliges Gutshaus Woedtke (2012), Eingangsseite

## Geschichte
In Ludwig Wilhelm Brüggemanns Ausführlicher Beschreibung des Herzogthums Vor- und Hinter-Pommern (1784) ist Woedtke unter den adeligen Gütern des Lauenburg- und Bütowschen Kreises aufgeführt. Damals gab es in Woedtke ein Vorwerk, also den Gutsbetrieb, eine Schmiede und in der Feldmark ein weiteres Vorwerk namens Rexinhof, insgesamt fünf Haushaltungen („Feuerstellen“). Woedtke war zusammen mit dem etwa 10 km entfernten Gnewin ein Majorat der adligen Familie Rexin; Majoratsherr war damals der königlich polnische Hauptmann Michael Ernst von Rexin.
Woedtke bildete ab dem 19. Jahrhundert einen eigenen politischen Gutsbezirk. Im Jahre 1910 wurden in Woedtke 164 Einwohner gezählt. Am 1. April 1927 hatte das Gut Woedtke eine Flächengröße von 725 Hektar, und am 16. Juni 1925 hatte der Gutsbezirk 186 Einwohner. Mit Wirkung vom 1. Januar 1929 wurde der Gutsbezirk Woedtke in die Landgemeinde Saulin eingegliedert. Am Wohnort Woedtke gab es um 1935 unter anderem einen Gasthof, einen Gemischtwarenladen und eine Tischlerei.

Ehemaliger Gutshof Woedtke mit Wirtschaftsgebäuden
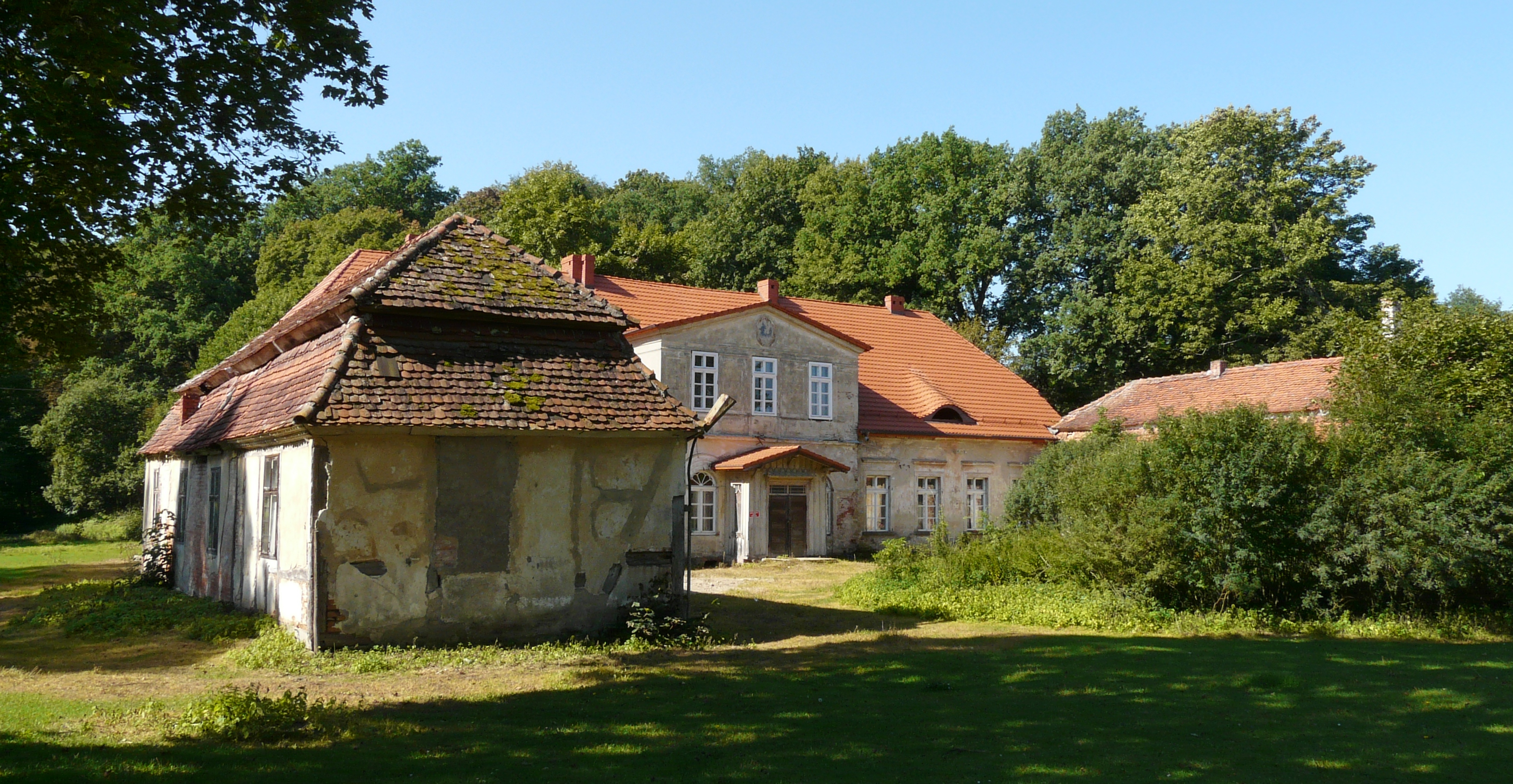
September 2011
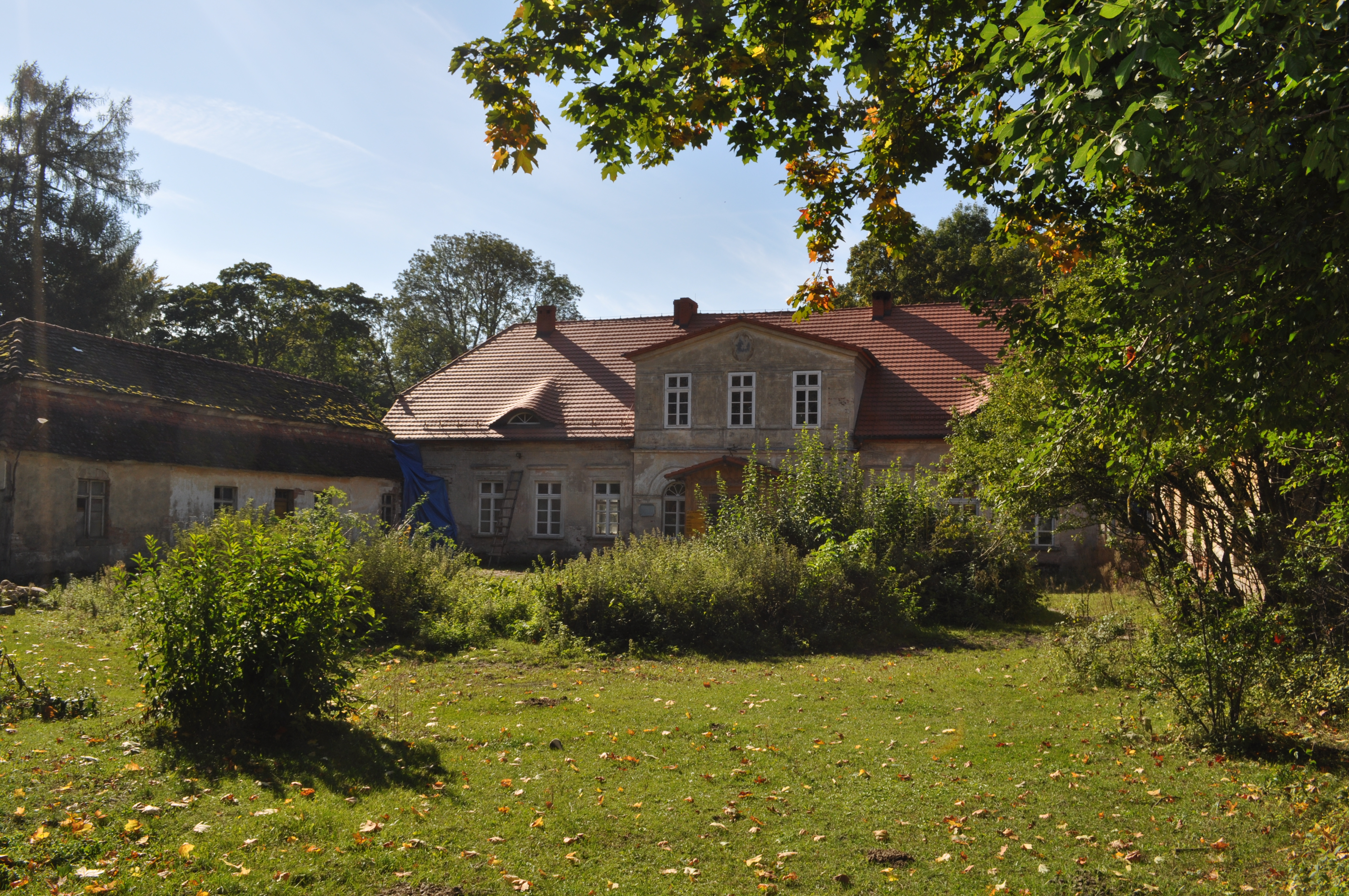
September 2012
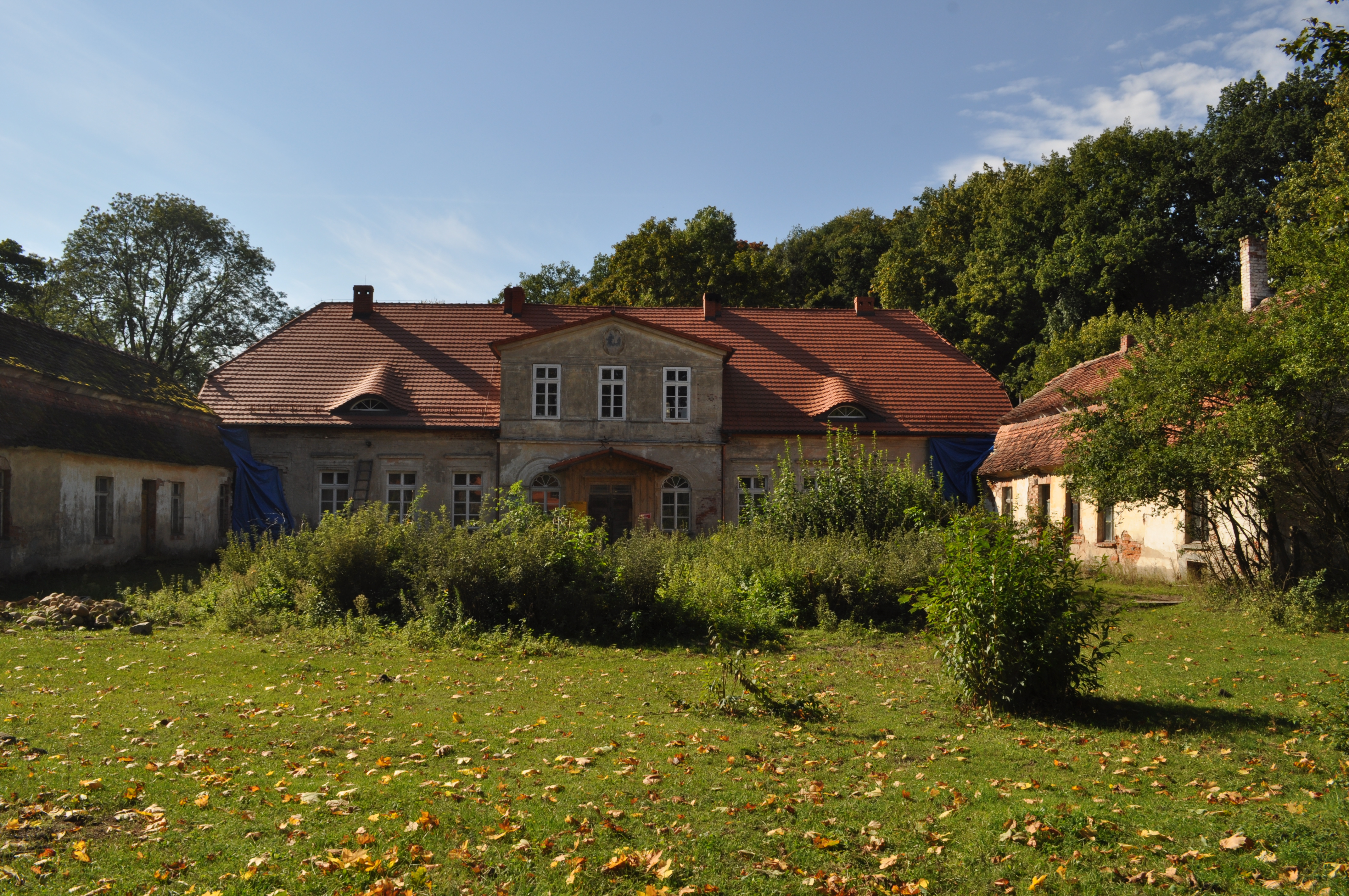
September 2012
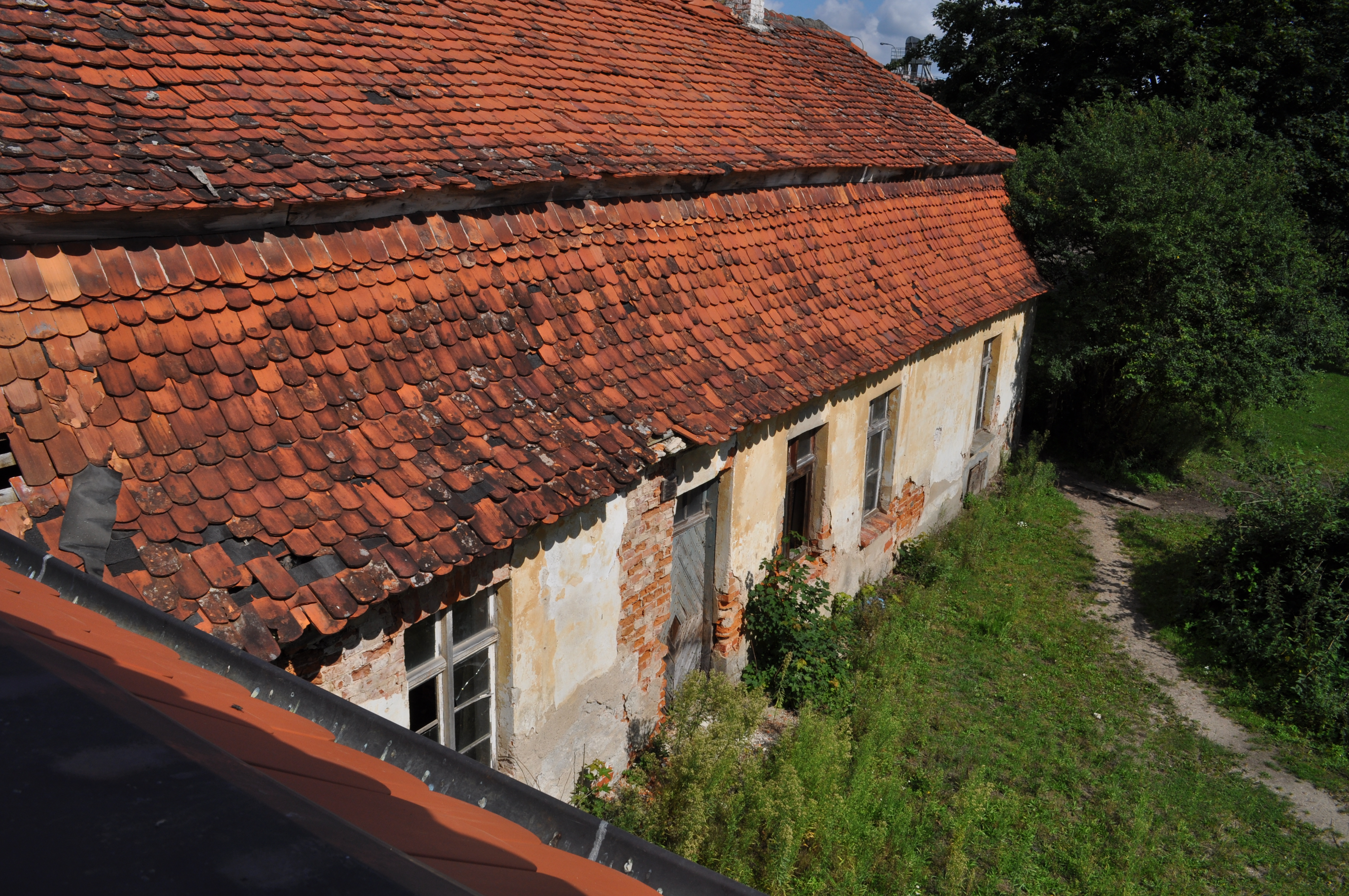
August 2012

Bis 1945 bildete Woedtke dann einen Wohnplatz in der Landgemeinde Saulin und gehörte mit dieser zum Landkreis Lauenburg i. Pom. in der preußischen Provinz Pommern des Deutschen Reichs.
Gegen Ende des Zweiten Weltkriegs besetzte im Frühjahr 1945 die Rote Armee die Region. Bald darauf wurde Hinterpommern zusammen mit Westpreußen und der südlichen Hälfte Ostpreußens von der Sowjetunion der Volksrepublik Polen zur Verwaltung überlassen. In Woedtke begann danach die Zuwanderung polnischer Zivilisten, von denen die einheimischen Dorfbewohner aus ihren Häusern und Gehöften gedrängt wurden. Woedtke wurde unter der polonisierten Ortsbezeichnung ‚Witków‘ verwaltet. In der darauf folgenden Zeit wurden die einheimischen Dorfbewohner von der polnischen Administration aus Woedtke vertrieben.

## Persönlichkeiten
- Alexander von Rexin (1821–1914), Mitglied des Preußischen Herrenhauses, war Fideikommissherr auf Woedtke und Gnewin